# Académie des sciences morales et politiques

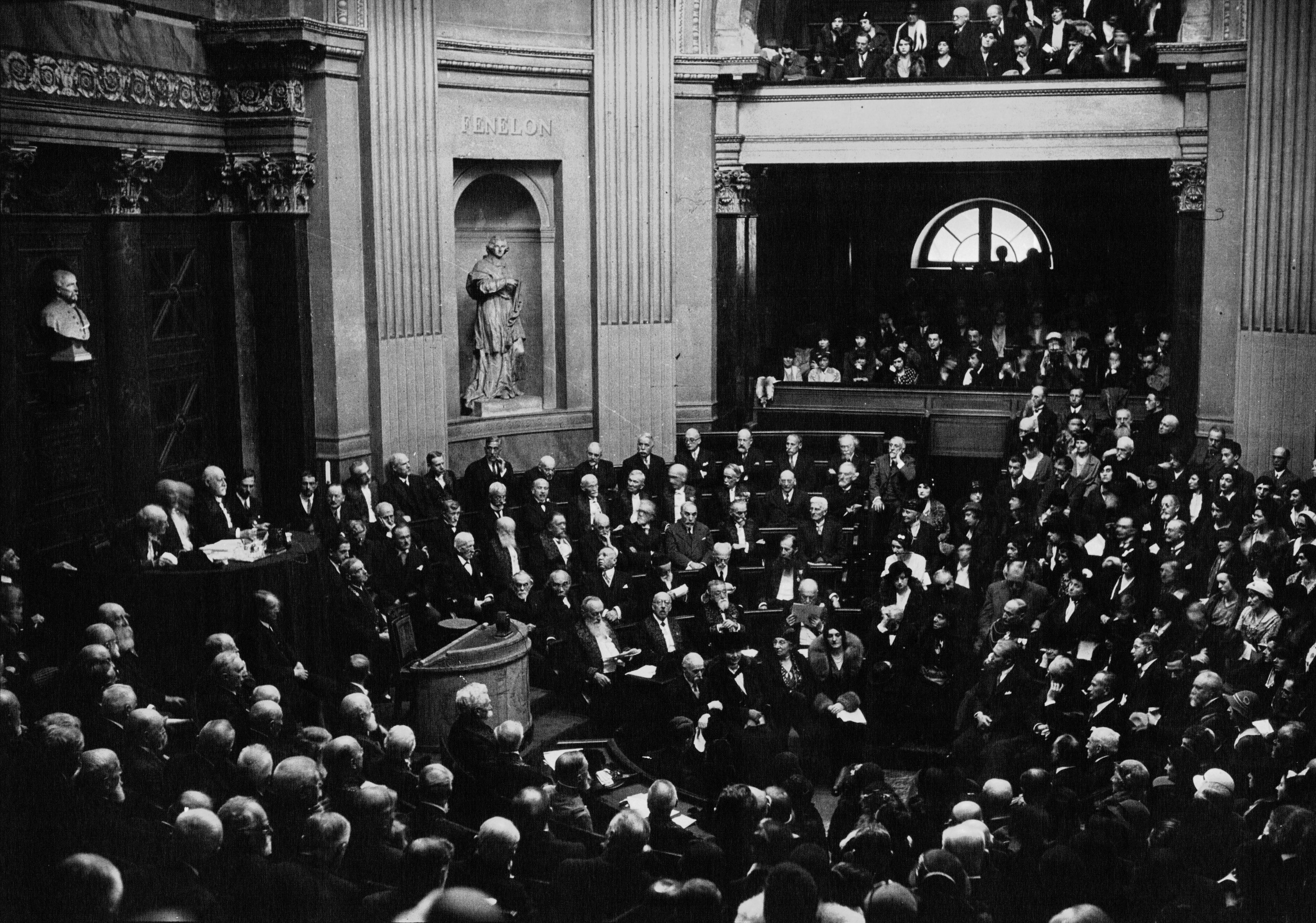
Výroční schůze Akademie etických a politických věd v roce 1932, fotografie

Académie des sciences morales et politiques (česky Akademie etických a politických věd) byla založena v roce 1795 jako součást Institut de France. Byla zrušena v roce 1803 v období vlády Napoleona I. a znovu zřízena na podnět historika Françoise Guizota v roce 1832. Jejím úkolem bylo vědecky popisovat život společnosti a následně navrhovat její lepší formy dané vládě.

## Organizace
Akademie sdružuje 50 členů, kteří jsou rozděleni do 6 sekcí:
1. Filosofie
2. Etika a sociologie
3. Legislativa, veřejné právo a spravedlnost
4. Politická ekonomie, statistika a finance
5. Historie a geografie
6. Obecná sekce, po starém nazývaná "volní členové".

K těmto šesti sekcím se přidružují zahraniční členové a korespondenti. Mezi zahraničními členy figurují či figurovala jména jako Václav Havel, Juan Carlos I. a Benedikt XVI.
Akademie vytváří ještě jeden orgán se zaměřením interdisciplinárním. Na své internetové stránce zveřejňuje texty a oznámení, které jí předkládají členové.

## Dějiny
Před rokem 1789 "l'Académie des sciences morales et politiques" neexistovala jako samostatná instituce. Svůj původ má v "Classe des sciences morales et politiques", který byl součástí "l'Institut national des sciences et des arts" založený "Národním konventem" 5 fructidora roku III (22. srpen 1795), dva roky po zrušení "Královské akademie "dekretem Konventu z 8. srpna 1793.
Institut byl rozdělen na tři třídy:
- První patřila vědám fyzikálním a matematickým, což bývala doména zrušené "Královské akademie věd"
- Druhá Politickým a etickým vědám
- Třetí Literatura a krásným uměním

### Zrušení
Nařízením "Konzulátu" z 3. pluviôse roku XI (23. leden 1803) byl "Institut national" reorganizován do čtyř tříd: třída fyziky a matematiky, třída francouzského jazyka a literatury, třída historie a staré literatury, třída krásných umění. Členové tří předešlých tříd byly přerozdělení do čtyř nových. Tato reforma, která se snažila rekonstruovat bývalé královské akademie, byla ukončena nařízením Ludvíka XVIII. Z 21. března 1816, ve kterém všechny názvy byly sloučeny do jediného Institut de France.

### Obnovení
Ministr informací krále Ludvíka-Filipa Orleánský historik François Guizot argumentoval ve prospěch znovuzaložení Akademie etických a politických věd. Byla restaurována nařízením ze dne 26. října 1832. Rozdělili ji na pět sekcí: filozofie a etika, sociologie, legislativa, veřejné právo a spravedlnost, politická ekonomie a statistika, později doplněna výrazem "finance", historie a geografie.
Dvanáct akademiků přišlo z bývalé druhé třídy a tito zvolili svých dalších kolegů. První vnitřní řád ustálil počet akademiků v každé sekci, počet volných členů, přidružených cizích členy a korespondujících členů. V roce 1964 se Akademie rozhodla zrušit kategorii volných členy, aby jejich sdružila do nové sekce titulárních akademiků složené z deseti členů.

## Náplň prací
V posledních letech byla studována tato témata:
- Stát a náboženství (1994)
- Úloha akademie a místo ve státě na konci 20. století (2000)
- Člověk a jeho planeta (2002)
- Různé pohledy na Evropu (2004)
- Má Francie nemocnou justici? (2006)

## Poradní činnost
Akademie předkládá podle vlastní úvahy témata, která považuje za důležitá pro společnost v jednotlivých studiích:
- Názor Akademie na projekt ústavy zahrnující Environmentální chartu (10. květen 2004)
- Doporučení uplatnění zákonů týkajících se Internetu (9. červenec 2001)
- Názor na reformy postupů sčítání lidu (16. říjen 2000)
- Hledisko na překlad evropských směrnic (19. červen 2000)
- Hledisko proti úpravám lidského genomu (5. červen 2000)

## Udělování cen
Akademie uděluje ceny a rekompenzace každý rok, odpovídá i za výběr nejlepších děl publikovaných na navržená témata v konkurzech.
Dává i svůj názor na výběr velkých institucí ve vzdělávání a výzkumu: École pratique des hautes études, École des hautes études en sciences sociales, Conservatoire national des arts et métiers, Collège de France.

## Současní členové
Úřad akademie pro rok 2012: Madame Bastide-Bruguière - předseda, B. Collomb - místopředseda, X. Darcos - stálý sekretář.